# Prahins
Prahins är en ort i kommunen Donneloye i kantonen Vaud i Schweiz. Den ligger cirka 25 kilometer nordost om Lausanne. Orten har 118 invånare (2021).
Orten var före den 1 januari 2012 en egen kommun, men inkorporerades då in i kommunen Donneloye.